# Acathrito namibiensis
Acathrito namibiensis är en tvåvingeart som beskrevs av Lyneborg 1989. Acathrito namibiensis ingår i släktet Acathrito och familjen stilettflugor.
Artens utbredningsområde är Namibia. Inga underarter finns listade i Catalogue of Life.